# شرق غمگین است
شرق غمگین است (انگلیسی: The East is Blue) مقاله‌ای به قلم سلمان رشدی است که به ظرفیت‌های تحولی پورنوگرافی در جهان اسلام پرداخته است. این مقاله در سال ۲۰۰۴ در کتاب اکس‌اکس‌اکس: ۳۰ پرتره از ستارگان پورن (انگلیسی: XXX: 30 Porn-Star Portraits) به چاپ رسید.
رشدی در این مقاله استدلال می‌کند که جهان اسلام در شرق حالت بسته و نسبت به سکس بسیار شرم دارد. وی با بررسی تأثیر جهانی شدن بیان می‌دارد که در بستر جوامع اسلامی مصرف پورنوگرافی نوعی طغیان سیاسی است. رشدی با ارائه مثال‌هایی از پاکستان، ایران و هند نشان می‌دهد که مبارزه مسئولان حکومتی با پورنوگرافی در زندگی روزانه، شکست خورده است. رشدی پورنوگرافی را یک امر سیاسی نمی‌داند؛ بلکه مصرف آن را نشانه ناراحتی سیاسی یا اجتماعی می‌داند.